# Elezioni generali in Ecuador del 2013
Le elezioni generali in Ecuador del 2013 si tennero il 17 febbraio per l'elezione del Presidente e il rinnovo dell'Assemblea nazionale.
Le elezioni presidenziali videro la riconferma di Rafael Correa, sostenuto da Alianza País.

## Risultati

### Elezioni presidenziali
| Rafael Correa   | Alianza País                                                 | 4 918 482  | 57,17 |  |  |  |  |  |
| Guillermo Lasso | Creando Opportunità                                          | 1 951 102  | 22,68 |  |  |  |  |  |
| Lucio Gutiérrez | Partito Società Patriottica                                  | 578 875    | 6,73  |  |  |  |  |  |
| Mauricio Rodas  | Società Unita per l'Azione                                   | 335 532    | 3,90  |  |  |  |  |  |
| Álvaro Noboa    | Partito Rinnovatore Istituzionale di Azione Nazionale        | 319 956    | 3,72  |  |  |  |  |  |
| Alberto Acosta  | Unità Plurinazionale delle Sinistre (Pachakutik - MPD - RÉD) | 280 539    | 3,26  |  |  |  |  |  |
| Norman Wray     | Raptura 25                                                   | 112 525    | 1,31  |  |  |  |  |  |
| Nelson Zavala   | Partito Roldosista Ecuadoriano                               | 105 592    | 1,23  |  |  |  |  |  |
| Totale          | Totale                                                       | 8 602 603  | 100   |  |  |  |  |  |
|                 |                                                              |            |       |  |  |  |  |  |
| Schede bianche  | Schede bianche                                               | 179 230    | 1,89  |  |  |  |  |  |
| Schede nulle    | Schede nulle                                                 | 684 027    | 7,23  |  |  |  |  |  |
| Votanti         | Votanti                                                      | 9 465 860  | 81,07 |  |  |  |  |  |
| Elettori        | Elettori                                                     | 11 675 441 |       |  |  |  |  |  |

- Nella fonte sono indicati 9.467.062 votanti (dato incoerente con la sommatoria).

### Elezioni parlamentari
| Liste                                                 | Voti       | %    | Seggi |
| ----------------------------------------------------- | ---------- | ---- | ----- |
| Alianza País                                          | 45.955.995 | 52,3 | 100   |
| Creando Opportunità                                   | 10.032.804 | 11,4 | 10    |
| Partito Sociale Cristiano                             | 7.901.315  | 9,0  | 7     |
| Partito Società Patriottica                           | 4.955.320  | 5,6  | 5     |
| Movimento Popolare Democratico - Pachakutik           | 4.151.000  | 4,7  | 5     |
| Partito Roldosista Ecuadoriano                        | 3.960.188  | 4,5  | 1     |
| Società Unita per l'Azione                            | 2.829.034  | 3,2  | 1     |
| Partito Rinnovatore Istituzionale di Azione Nazionale | 2.640.181  | 3,0  | -     |
| Avanza                                                | 2.568.156  | 2,9  | 5     |
| Raptura 25                                            | 2.179.383  | 2,5  | -     |
| Partito Socialista - Fronte Ampio                     | 698.829    | 0,8  | -     |
| Indipendentisti e regionalisti                        | -          | -    | 3     |
| Totale                                                | 87.872.205 |      | 137   |